# Adapa
Adapa – w mitologii babilońskiej mędrzec stworzony przez boga Ea do sprawowania funkcji kapłana w świętym mieście Eridu i władzy nad ludźmi. 
Ea dał Adapie wiele dobrych cech, lecz nie dał mu nieśmiertelności. Adapa spędzał wiele czasu, łowiąc ryby w Zatoce Perskiej. Pewnego dnia silny powiew południowego wiatru przewrócił jego łódź. Rozzłoszczony wypowiedział zaklęcie powodujące ustanie południowych wiatrów. Anu dowiedziawszy się o tym, zaniepokoił się taką władzą śmiertelnika i zaprosił go do siebie, zamierzając poczęstować go chlebem śmierci, lecz Ea przestrzegł wcześniej Adapę przed spożywaniem czegokolwiek u Anu i powiedział mu, w jaki sposób czcić Anu, a Adapa się do tych zaleceń zastosował. Dzięki temu Anu zaproponował mu chleb i wodę życia wiecznego, lecz Adapa pamiętając o przestrodze, odmówił. 
Adapie przypisywano wynalazek mowy oraz stworzenie podwalin cywilizacji.